# Willem Cuser (junior)

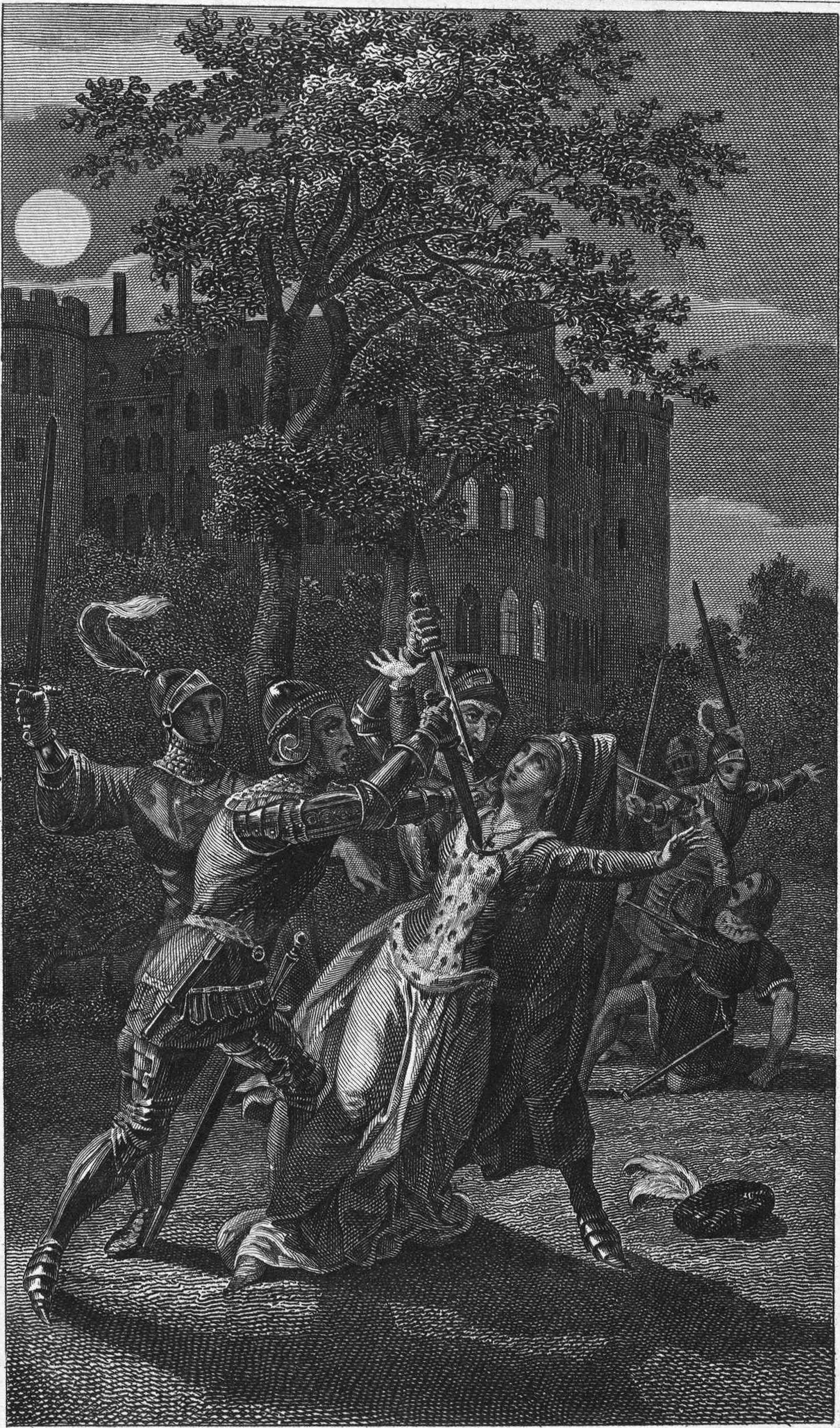
Moord op Willem Cuser (achtergrond) en Aleid van Poelgeest (vooraan)

Willem Cuser, óók Willem Cuser van Oosterwijk (Haarlem, ± 1365 – Den Haag, 21 september 1392), was een Hollandse edelman en hoveling van Albrecht van Beieren, die op 27-jarige leeftijd samen met Aleid van Poelgeest in Den Haag werd vermoord door Hoekse edelen. 

## Biografie

### Afstamming
Cuser stamde af van graaf Jan van Avesnes en Aleid van Holland, weliswaar via een bastaardzoon. Hij was de zoon van ridder Coenraad Willemszoon Cuser, geboren ± 1325, heer van Oosterwijk, Amstelveen, Sloten, Osdorp en Schoterbosch. Coenraad Cuser was eerst rentmeester en later baljuw van Amstelland, vervolgens was hij baljuw van Rijnland. Daarnaast was Coenraad Cuser raad van Albrecht van Beieren, tot die zich verzoende met diens zoon Willem van Oostervant, wat uiteindelijk leidde tot zijn verbanning in 1403. Coenraad Cuser overleefde zijn zoon Willem met vijftien jaren en stierf in 1406. Moeder van Willem Cuser was Clementia, vrouwe van Osdorp en Sloten.

### Loopbaan

Wapen van Willem Cuser

Voordat Willem Cuser werkzaam werd aan het hof van de graaf van Holland, had hij enkele malen de functie bekleed van schout van Haarlem. Naast zijn schoutambt was hij in 1385 meesterknaap van de grafelijke herberg in Den Haag. Hij was tevens schildknaap en werkte aan het hof als hofmeester (magister curiae) van de regerende graaf van Holland, hertog Albrecht van Beieren en was als zodanig verantwoordelijk voor het reilen en zeilen van diens hofhouding, inclusief het aansturen van de kamerheren, hofdames en ander personeel. Cuser behoorde niet alleen uit hoofde van zijn werk tot de vertrouwelingen van de hertog, maar ook omdat hij de zoon was van diens raadgever, Coenraad Cuser. Het is dus goed mogelijk dat hij zijn aanstelling aan zijn vader te danken had. In 1386 werd in Haarlem door een concurrerende factie onder leiding van de voormalige schout Philips van Cralingen een aanslag gepleegd op het leven van Cuser, waarbij een van zijn schoutknechten ernstig gewond raakte. Cuser ontvluchtte Haarlem, maar werd niet lang daarna in zijn positie hersteld door de graaf, die met een leger van 400 man naar de stad optrok. Aanstichter Philips van Cralingen werd verbannen, maar in 1390 had hij een nieuw conflict met Cuser over de eigendom van land in Overschie.

### Aleid van Poelgeest
Nadat diens vrouw Margaretha van Brieg in 1386 overleed, onderhield Albrecht van Beieren relaties met diverse adellijke dames, waaronder jonkvrouw Aleid van Poelgeest. Haar vader Jan van Poelgeest werkte sinds 1386 voor de hertog en werd begin 1388 kastelein van Albrechts bezit Slot Teylingen. De hertog leerde daardoor diens dochter Aleid kennen en nadat ze een relatie ontwikkelden kreeg zij een eigen kamer op het Binnenhof en kocht hij voor haar een huis in Den Haag. Willem Cuser zal (eveneens als zijn vader Coenraad Cuser) heer Jan van Poelgeest hebben gekend en diens dochter jonkvrouwe Aleid nadat zij in Den Haag kwam wonen. Als hofmeester zorgde hij ervoor dat zij goed werd verzorgd door de bedienden en met maar ongeveer vijf jaren leeftijdsverschil kon hij wellicht ook op persoonlijk vlak goed met haar overweg. De aanzienlijke geschenken die de hertog aan Aleid gaf leidden tot onvrede onder een groep edelen. Zo schonk Albrecht haar het goed Ter Hoecke bij Rijswijk, waarop Dirk de Blote óók een oog had gehad. De Blote had reeds een deel van het goed in leen van Ogier van Cralingen, die een neef was van de eerder genoemde Philips van Cralingen.

Als mogelijke plaats delict zijn in de loop der tijd drie locaties genoemd. Volgens historicus W.A. Beelaerts van Blokland stond het huis van Aleida van Poelgeest aan het Buitenhof, wat dat plein tot meest waarschijnlijke locatie van de aanslag zou maken. Zeker is dat niet.

### Moordaanslag
De exacte reden voor de moordaanslag is nooit vast komen te staan. Naast jaloezie speelde mogelijk de Hoekse en Kabeljauwse twisten een rol. In de nacht van zondag 22 op maandag 23 september 1392 begeleidde Willem Cuser de jonkvrouw op een wandeling vanaf het Haagse Binnenhof, mogelijk richting haar huis aan de noordwestzijde van het Buitenhof. Ze werden opgewacht door Dirk en Hugo de Bloote en enkele manschappen, die hen met dolken aanvielen, waarbij Aleid van Poelgeest en Willem Cuser als gevolg van steekwonden om het leven kwamen. De vader van Willem Cuser eiste voor de hertog wraak voor de dood van zijn zoon en klaagde 54 ridders en knapen aan, die samen met Willem van Oostervant, de zoon van hertog Albrecht, tot de moord zouden hebben samengespannen. Na hun veroordeling vluchtten de ridders het land uit waarna de kastelen van negen hoofdschuldigen werden verwoest en hun landerijen geconfisqueerd. Albrecht van Beieren zou zich in 1403 met zijn zoon verzoenen, maar het zou tot 1413 duren voor alle partijen zich zouden hebben verzoend. De oude Koenraad Cuser zou dat niet meer mogen meemaken.

## Bastaarden en bloedbanden
In de veertiende eeuw gold dat bloedverwantschap voor sociale netwerken belangrijker was dan het zijn van wettige afstammeling. Hoewel bastaardkinderen niet in aanmerking kwamen voor (automatische) opvolging in titels en bezittingen, werden zij doorgaans voorzien in uitstekende banen en adellijke bezittingen, waardoor zij soms zelf stichter van een (bescheiden) nieuwe dynastie konden zijn. In het geval van de familie Cuser zal dit ook hebben gegolden. Zij werden door de graven van Holland voorzien van goede banen en konden daardoor vermogen en aanzien vergaren. Door een slimme huwelijkspolitiek te voeren konden zij hun familie voorzien van bloedbanden met adellijke families in het graafschap Holland. Zo hadden zij verder kunnen opklimmen in de gelederen van de aristocratie. 

## Ida Cuser
Willem Cuser was ongehuwd en had geen kinderen. Door het huwelijk van zijn zuster Ida met Jan van Foreest belandden de bezittingen van het geslacht Cuser in die familie. Dit was het gevolg van een besluit van hertog Albrecht uit 1399. Daarin was bepaald dat bij het uitblijven van een (nieuwe) mannelijke erfgenaam van Coenraad Cuser, na diens dood zijn goederen zouden vererven op de zonen van heer Jan van Foreest.